# Woods Lake (Tasmanien)
Der Woods Lake ist ein See im Zentrum des australischen Bundesstaates Tasmanien.
Er liegt am Südrand der Great Western Tiers, einem Gebirge im zentralen Hochland Tasmaniens. Der Upper Lake River tritt an seinem Westufer ein und bildet in ihm, zusammen mit verschiedenen Bächen und Rinnsalen, den Lake River, der den See in Richtung Osten verlässt.